# 岩井蘭
岩井 蘭（いわい らん、2002年3月29日 - ）は、東京都出身の女子サッカー選手。ポジションはFW（小学生〜高校生）、MF/DF（大学生）。

## 来歴
2014年にJFAアカデミー福島に9期生として入校。
2018年10月に、U-17女子ワールドカップに臨むU-17日本代表に選出された。大会ではグループステージ・南アフリカ戦に途中出場した。
2020年8月より、フロリダ州立大学に進学。同年はコロナ禍の影響による短縮シーズンだったがNCAA全米大学選手権College Cupで準優勝を飾る。翌2021年に同選手権優勝。2022年は同3位に終わるが、全試合で先発するなどチームに欠かせない存在となり、2023年シーズンに無敗でのCollege Cup２度目の優勝に大きく貢献した。

## 代表歴
- U-17日本代表
  - 2018 FIFA U-17女子ワールドカップ; ベスト8（1試合出場）